# Cantonul Amboise
Cantonul Amboise este un canton din arondismentul Tours, departamentul Indre-et-Loire, regiunea Centru, Franța.

## Comune
- Amboise (reședință)
- Cangey
- Chargé
- Limeray
- Lussault-sur-Loire
- Montreuil-en-Touraine
- Mosnes
- Nazelles-Négron
- Pocé-sur-Cisse
- Saint-Ouen-les-Vignes
- Saint-Règle
- Souvigny-de-Touraine